# الفوارس (مسلسل)
الفوارس هو مسلسل تلفزيوني سوري من نوع الفنتازيا التاريخية يجسد الصراع التاريخي بين العرب والرومان في بلاد الشام، بطولة رشيد عساف سلوم حداد، أسعد فضة، جهاد سعد، صباح عبيد، زهير عبد الكريم، ومن إخراج محمد عزيزية، وإنتاج سورية الدولية للإنتاج الفني.

## ملخص القصة
بين ليلة وضحاها حتما ستتغير العوالم....ولكن الحقيقة لا تتغير مهما طال الزمن فالفوارس حكاية ودعوة لعالم ماضي هو في الواقع حاضر قادم صراع بين الفرس والرومان والعرب شتا في محاولة لم الشتات.
يعتبر هذا المسلسل هو الجزء الثاني لمسلسل صدر قبله بعشر سنوات يدعى (البركان)، حيث تبدأ الاحداث في الفوارس من نهايتها في البركان عندما يتجه صقر (كان اسمه ورد في البركان) بجيشه متحالفا مع بعض القبائل لحرب الروم.
تم تغيير أسماء بعض الشخصيات في (الفوارس) عما كانت عليه في (البركان) مثل ورد الذي أصبح اسمه صقر، الغضنفر أصبح اسمه ضرغام، الحارث أصبح اسمه الابجر، ذو الهمة أصبح اسمه الايهم.

## طاقم العمل
رشيد عساف بدور صقر، سلوم حداد بدور سرمد البوهي، أسعد فضة بدور الحاكم، جهاد سعد بدور كايوس، صباح عبيد بدور ضرغام، زهير عبد الكريم بدور الأيهم، نضال نجم بدور حنظلة، مي سكاف بدور رباب، سليم صبري بدور جيوفاني، ماهر صليبي بدور سيرجيو، عادل أبو حسون بدور كاسيوس، حسن أسرب بدور أكسانتوس، كمال البني بدور إيكسوس، قاسم ملحو بدور نهشل، سهيل حداد بدور لوهان، موسى الملا بدور بينيا، عابد فهد بدور قبيط.

## روابط خارجية
- الفوارس على موقع IMDb (الإنجليزية)
- الفوارس على موقع قاعدة بيانات الأفلام العربية